# Neussargues-Moissac
Neussargues-Moissac korábbi község (település) Franciaországban, Cantal megyében. 2016. december 1-jén Celles, Chavagnac és Sainte-Anastasie községekkel egyesült és Neussargues en Pinatelle új község része lett.
Lakosainak száma 834 fő (2022. január 1.). Neussargues-Moissac Talizat, Coltines, Joursac, Celles, Sainte-Anastasie és Chalinargues községekkel határos.

## Népesség
A település népességének változása:

| 2022 | 834 |